# Pointe-à-Raquette
Pointe-à-Raquette (en créole haïtien : Pwentarakèt) est l'une des deux communes de l'île de La Gonâve en Haïti (l'autre commune étant Anse-à-Galets), située dans le Département de l'Ouest.

## Géographie
Le territoire communal, d'une superficie de 317,61 km2, occupe la moitié occidentale de l'île, tandis que le bourg se situe plus particulièrement sur sa côte sud.
Zetwa, un tout petit port au nord-ouest de l'île, est sur le territoire de la commune.

## Démographie
La commune est peuplée de 22 298 habitants(recensement par estimation de 2009), soit moins de 30 % de la population insulaire. Le bourg quant à lui ne totalise que 3 820 habitants selon le même recensement, soit 17 % seulement de la population communale.
- Population totale : 22 298 habitants
- Nombre d'hommes : 11 580 hommes
- Nombre de femmes : 10 718 femmes
- Nombre de ménages : N.A.
- Population de 18 ans et plus : 11 869 habitants
- Population totale en 1982 : N.A.
- Densité : 70,21 habitants / km²
- Nombre moyen de personnes par ménage : N.A.
- % de la population ayant 18 ans et plus : 53,22 %
- Évolution de la population : N.A.

## Administration
La commune est composée des sections communales de :
- La Source
- Grand Vide
- Trou Louis
- Pointe-à-Raquette (dont une partie contient le bourg)
- Gros Mangle